# 1154 Astronomia
1154 Astronomia là một tiểu hành tinh ngoài rìa của vành đai chính bay quanh Mặt Trời. Với xấp xỉ 61 kilometer đường kính, nó hoàn thành một chu kỳ quay quanh Mặt Trời là 6 năm. Nó được phát hiện bởi Karl Wilhelm Reinmuth ở Heidelberg, Đức ngày 8 tháng 2 năm 1927.